# 기타히라노촌
기타히라노촌(일본어: 北平野村)은 일본 기후현 안파치군에 존재했던 촌이다.
현재의 고도정 북부와 이비군 이케다정 남동부에 해당한다.

## 역사
- 1897년 4월 1일 - 5촌이 합병해 기타히라노촌이 성립하였다.
- 1950년 4월 1일 - 분립에 의해 안파치군 이케다촌, 잔부는 안파치군 고도정에 편입해, 동일 기타히라노촌은 폐지되었다.

## 참고 문헌
- 角川日本地名大辞典編纂委員会,『角川日本地名大辞典 21 岐阜県』1980, 角川書店